# Nikołaj Spiniew
Nikołaj Spiniew (ros. Николай Спинев, ur. 30 marca 1974 w Rostowie nad Donem) – rosyjski wioślarz, złoty medalista w wioślarskiej czwórce podwójnej podczas Letnich Igrzysk Olimpijskich w Atenach.

## Osiągnięcia
- Igrzyska Olimpijskie – Ateny 2004 – czwórka podwójna – 1. miejsce[1].
- Mistrzostwa Świata – Eton 2006 – czwórka podwójna – 6. miejsce[1].
- Mistrzostwa Świata – Monachium 2007 – dwójka podwójna – 14. miejsce[1].
- Mistrzostwa Europy – Poznań 2007 – dwójka podwójna – 6. miejsce[2].
- Igrzyska Olimpijskie – Pekin 2008 – czwórka podwójna – 7. miejsce[1].
- Mistrzostwa Europy – Brześć 2009 – dwójka podwójna – 5. miejsce[2].